# Фесюра, Вячеслав Александрович
Вячесла́в Алекса́ндрович Фесю́ра (укр. В'ячеслав Олександрович Фесюра) — украинский военнослужащий, младший лейтенант, участник российско-украинской войны. Герой Украины (2025).

## Биография
С начала полномасштабного российского вторжения в Украину Вячеслав Фесюра служил младшим лейтенантом 60-й отдельной механизированной бригады ВСУ, командуя штурмовой группой «Безславні». Он является добровольцем с 2014 года и неоднократно получал ранения, но продолжал выполнять боевые задачи. В 2024—2025 годах лично руководил штурмовыми и оборонительными операциями в Донецкой области.

## Награды
- Звание «Герой Украины» с удостоением ордена «Золотая Звезда» (8 мая 2025) — за личное мужество и героизм, проявленные в защите государственного суверенитета и территориальной целостности Украины, верность военной присяге[3].